# Moviment pels Drets i les Llibertats – Un Nou Començament
El Moviment pels Drets i les Llibertats – Un Nou Començament (en búlgar: Движение за права и свободи – Ново начало, romanitzat: Dvizhenie za prava i svobodi – Novo nachalo; DPS–NN) és una coalició política de Bulgària successora del Moviment pels Drets i les Llibertats i liderada per l'oligarca Delyan Peevski.

## Història
Després d'una disputa de lideratge abans de les eleccions d'octubre de 2024, el Moviment pels Drets i les Llibertats es va escindir en dues faccions oposades, el DPS de Delyan Peevski, que seria reconegut com el partit successor de iure, i l'Aliança pels Drets i Llibertats d'Ahmed Dogan. Posteriorment, a les eleccions legislatives obtindria l'11.17% dels vots i 30 escons, superant l'Aliança.

## Composició
| Partit | Partit                                               | Líder                   | Ideologia                    |
| ------ | ---------------------------------------------------- | ----------------------- | ---------------------------- |
|        | Moviment pels Drets i les Llibertats (DPS) (de iure) | Delyan Peevski          | Liberalisme Minoria turca    |
|        | Veu Búlgara (BG)                                     | Georgi Zacharinin Popov | Conservadorisme nacionalista |
|        | Nous Líders                                          | Ivanka Miteva           | Democràcia directa           |

## Resultats electorals

### Assemblea Nacional
| Any      | Líder          | Vots    | %          | Escons   | +/– | Govern   |
| -------- | -------------- | ------- | ---------- | -------- | --- | -------- |
| Oct 2024 | Delyan Peevski | 281,356 | 11.17 (#4) | 30 / 240 | Nou | Oposició |